# Elisabeth van Hongarije (1128-1154)

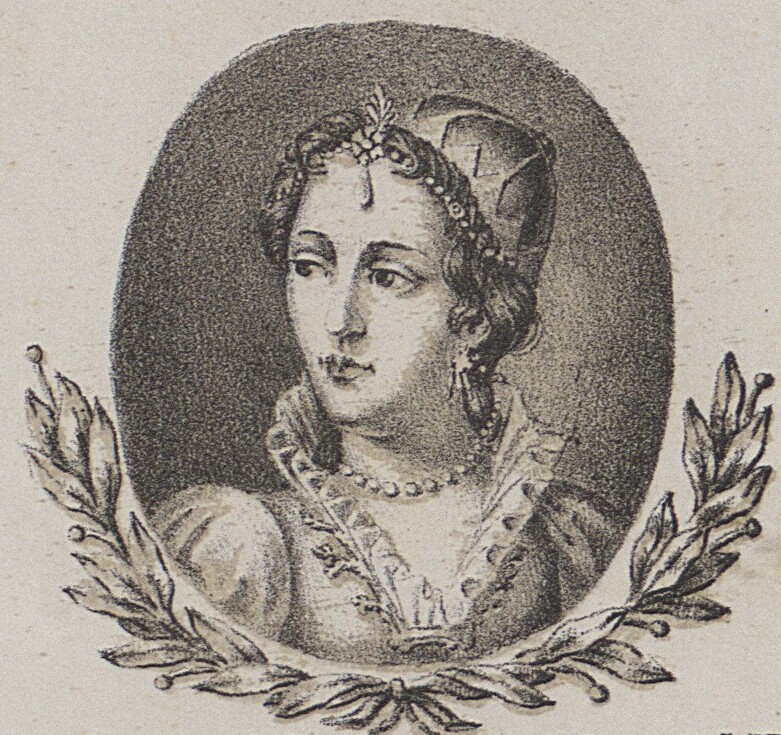
Elisabeth van Hongarije, hertogin van Groot-Polen.

Elisabeth van Hongarije (circa 1128 - 21 juli 1154) was een Hongaarse prinses uit het huis Árpáden. Via haar huwelijk werd ze hertogin van Groot-Polen.

## Levensloop
Ze was het oudste kind van koning Béla II van Hongarije en Helena van Servië.
In 1135 werd Elisabeth door vader uitgehuwelijkt aan Mieszko III, een zoon van hertog Bolesław III van Polen. Rond 1136 vond het huwelijk tussen beiden plaats. Ze kregen volgende kinderen:
- Odo (circa 1149 - 1194), hertog van Posen.
- Stefanus (circa 1150 - na 1166)
- Elisabeth (circa 1152 - 1209), huwde met hertog Soběslav II van Bohemen en daarna met markgraaf Koenraad II van Lausitz.
- Ludmilla (circa 1153 - circa 1223), huwde met hertog Ferry I van Lotharingen.
- Judith (circa 1154 - circa 1201), huwde met hertog Bernhard III van Saksen.

Na de dood van Bolesław III in 1138 erfde Mieszko III het hertogdom Groot-Polen, waarna Elisabeth hertogin van Groot-Polen werd. In 1154 overleed ze op een leeftijd van zesentwintig of zevenentwintig jaar. Negentien jaar later, in 1173, werd haar gemaal Mieszko III groothertog van Polen. 